# Veronica Yip
Veronica Yip Yuk Hing (chino simplificado: 叶玉卿; chino tradicional: 葉玉卿, pinyin: Yè Yuqing, nacida 12 de febrero de 1967) es una actriz, cantante y empresaria hongkonesa, la mayor parte en sus películas que ha participado, eran dirigidos a un público adulto y de criterio formal.

## Carrera como actriz
Veronica Yip nació en Hong Kong y comenzó su carrera en 1985 en el desfile de Miss Asia y recibió el segundo premio como subcampeona. Durante el avance de su carrera fue cuando actuó en películas sólo dirigidos para adultos, que antes eran considerados temas tabús para las actrices en el mercado de Hong Kong. Yip ha protagonizado un total de tres de estas películas de la Categoría III com: Take Me (1991), Pretty Woman (1992) y Hidden Desire (1992). Las tres películas fueron éxitos comerciales y allanó el camino para las demás actrices principales, como Loletta Lee e Irene Wan.
Aparte de estas películas, Yip ha protagonizado también otras muchas películas críticamente aclamadas en el mercado chino, como Jeffrey Lau's The Eagle Shooting Heroes y Stanley Kwan's Red Rose, White Rose (1994). Yips se hizo famosa en el mercado porno allanando el camino para otras actrices como Shu Qi y Pauline Chan. 

## Carrera musical
Su carrera musical empezó cuando se unió a un grupo llamado Fitto Entertainment, fundada por su hermano Yip Chi-Ming, que era una compañía de transición del grupo emperador de Entertainment Group. Durante su carrera como cantante, ella ha lanzado siete álbumes cantopop y mandopop entre 1992 y 1995. Yip recibió dos premios de oro como Mejor Artista Nueva desde 1992 y Jade Solid Gold Best Ten Music también en 1992.